# Civenna
Civenna (Sciüèna trong ngôn ngữ địa phương) là một đô thị ở tỉnh Como trong vùng Lombardia, có cự ly khoảng 50 kilômét (31 mi) về phía bắc của Milano và khoảng 20 kilômét (12 mi) về phía đông bắc của Como. Tại thời điểm ngày 31 tháng 12 năm 2004, đô thị này có dân số 668 người và diện tích là 5,2 km².
Civenna giáp các đô thị: Bellagio, Magreglio, Oliveto Lario.